# Gustav von Schönberg
Gustav Friedrich von Schönberg, född 21 juli 1839 i Stettin, död 3 januari 1908 i Tübingen, var en tysk nationalekonom.
Schönberg blev juris doktor vid Berlins universitet 1860 och filosofie doktor i Halle an der Saale 1867, professor i nationalekonomi 1869 i Basel, 1870 i Freiburg och 1873 i Tübingen, för vars universitet han en tid var kansler.
Han deltog i stiftandet av Verein für Socialpolitik och gjorde sig särskilt känd som utgivare av den av flera forskare utarbetade "Handbuch der politischen Oekonomie" (två band, 1882; fjärde upplagan i tre band, 1896-98), ett samlingsverk, som hade mycket stor betydelse för de nationalekonomiska studierna inom och utanför tyska språkområdet. 
Några av denna handboks avhandlingar, såsom om nationalekonomin, fördelningen (av nationalinkomsten), den industriella arbetarfrågan, hade författats av Schönberg själv. Ett av hans arbeten är översatt till svenska under titeln "Arbetarefrågan" med tillägg av Carl Otto Montan (1877); hans socialetiska ståndpunkt är utvecklad i Die sittlich-religiöse Bedeutung der sozialen Frage (andra upplagan 1876).